# Alejandro Escardó Llamas
Alejandro Escardó Llamas (Benalmádena, Málaga, 6 de junio de 1998), más conocido como Alex Escardó, es un futbolista español que juega de delantero en el Linares Deportivo de la Segunda Federación.

## Trayectoria
Natural de Benalmádena, es un mediapunta formado en la Academia del Málaga CF, a la que se incorporó en 2007 con solo 9 años procedente del Atlético Benamiel CF y con el que llegó a pasar por todas sus categorías inferiores hasta formar parte del Juvenil “B” en el curso 2014-2015. Una campaña en la que, en el Grupo XIII de Liga Nacional, el delantero ayudó a los suyos a finalizar en tercera posición. Firmó grandes actuaciones en ataque, materializando 11 dianas en 24 partidos.
Durante la temporada 2016-17, formó parte del Juvenil “A” del Málaga CF, en la que Álex aportó su granito de arena para que el combinado malacitano consiguiera situarse en lo más alto del Grupo IV de División de Honor. Un éxito al que contribuyó marcando seis goles a lo largo de la competición.
El 11 de agosto de 2017, sería cedido al Écija Balompié de la Segunda División B para disputar la temporada 2017-18, con el que anotó dos tantos en 23 encuentros. Escardó hizo su debut con el Écija Balompié el 26 de agosto de 2017, jugando los últimos diez minutos y anotando el gol de la victoria en una victoria por 2-1 en casa sobre el CD Badajoz. Al término de la temporada, no pudo evitar el descenso de los astigitanos, en la última jornada tras no poder vencer al FC Cartagena.
En verano de 2018, regresó al Málaga CF, pero el 31 de agosto de 2018 se incorporó al Betis Deportivo Balompié de la Tercera División. En las filas del conjunto verdiblanco participa en 10 partidos anotando dos goles.
El 16 de agosto de 2019, Escardó firmó por El Palo Fútbol Club de la Tercera División, con el que anotó 13 goles en 22 partidos hasta el parón de la competición por la pandemia.
El 2 de julio de 2020, firmó por el Club Deportivo El Ejido 2012 de la Tercera División, para disputar los play-offs de ascenso a la Segunda División B, logrando el objetivo de ascender a la categoría de bronce del fútbol español.
El 2 de septiembre de 2020, Ale Llamas fichó por la AD Alcorcón de la Segunda División de España y fue asignado inicialmente la Agrupación Deportiva Alcorcón "B" de Tercera División.
El 13 de septiembre de 2020, hace su debut en la Segunda División de España, en un encuentro que acabaría con empate 0-0 contra el CD Mirandés, entrando en los minutos finales del encuentro sustituyendo a Samuel Sosa.
El 26 de octubre de 2020, sería titular en un encuentro de la Segunda División de España, en el que jugaría durante 81 minutos, frente al RCD Mallorca que acabaría por derrota por cero goles a dos.
El 1 de febrero de 2021, el delantero es cedido a la CyD Leonesa de la Segunda División B de España, hasta el final de la temporada.
En la temporada 2021-22, firma por el Antequera C. F. de la Segunda División RFEF, cedido por la AD Alcorcón.
El 1 de julio de 2022, tras terminar contrato con la AD Alcorcón, firma por el C. P. El Ejido de la Segunda Federación.
El 15 de junio de 2023 firmaría por la A. D. Mérida de la Primera Federación.

## Clubes
| Club                                  | País   | Año             |
| ------------------------------------- | ------ | --------------- |
| Atlético Malagueño                    | España | 2016-2018       |
| Écija Balompié (cedido)               | España | 2017-2018       |
| Betis B                               | España | 2018-2019       |
| CD El Palo                            | España | 2019-2020       |
| CD El Ejido                           | España | 2020            |
| AD Alcorcón                           | España | 2020-           |
| Cultural y Deportiva Leonesa (cedido) | España | 2021            |
| Antequera CF (cedido)                 | España | 2021-2022       |
| Club Polideportivo El Ejido           | España | 2022-2023       |
| Asociación Deportiva Mérida           | España | 2023-Actualidad |